# فانت تگزاس
فانت تگزاس (به انگلیسی: Fannett) یک منطقهٔ مسکونی در ایالات متحده آمریکا است که در تگزاس واقع شده‌است. فانت تگزاس ۲۵٫۶ کیلومتر مربع مساحت و ۲٬۲۵۲ نفر جمعیت دارد و ۶٫۱ متر بالاتر از سطح دریا واقع شده‌است.